# Клоков, Валериан Емельянович
Валериан Емельянович Клоков (1795 (или 1796) — 17 [29] июля 1843)— русский государственный деятель, видный деятель министерства государственных имуществ.

## Биография
Родился в Саратовской губернии в купеческой семье. Окончил Главный педагогический институт.
С 1816 года преподавал законоведение и науку государственного хозяйства в горном корпусе и способствовал завершившейся там в 1820-х годах учебной реформе. В 1826 году был переведён во второе отделение Собственной Его Императорского Величества канцелярии, где пользовался неограниченным доверием М. М. Сперанского и принимал активное участие в составлении Свода Законов. В 1836 году был призван графом П. Д. Киселёвым во вновь открытое пятое отделение Канцелярии Его Величества. Здесь он участвовал в выработке основных положений вновь учреждаемого министерства государственных имуществ, получил управление его вторым департаментом, одним из главных дел которого стало устройство казённых имений и казённых крестьян в западных губерниях империи.
Умер в Санкт-Петербурге 17 (29) июля 1843 года. Петербургский некрополь (Т. 2. — С. 396) указывает на захоронение на Волковском православном кладбище действительного статского советника Валериана Емельяновича Клокова, который родился 22.11.1802 и умер 17.7.1853.